# SAP HANA
SAP HANA (ehemals: englisch High-Performance ANalytic Appliance ‚Hochleistungsanalysevorrichtung‘) ist eine Entwicklungs- und Integrationsplattform von SAP für Softwareanwendungen, die im Kern aus einem relationalen Datenbankmanagementsystem (RDBMS) besteht und OLAP- und OLTP-Landschaften in einer gemeinsamen In-Memory-Datenbank kombiniert. Es handelte sich dabei ursprünglich um eine Appliance, d. h. eine Kombination aus Hardware und Software, die mit Hilfe der In-Memory-Technik den gegenüber der Festplatte erheblich schneller zugreifbaren Arbeitsspeicher des Computers zur Datenspeicherung nutzt. Verglichen mit herkömmlichen Anwendungen ermöglicht sie Auswertungen großer Datenmengen mit höherer Performance.
SAP HANA ist mit verschiedener Hardware und virtualisiert verwendbar, was als eine Voraussetzung für den Einsatz in einer Cloud angesehen wird, die von SAP angeboten wird.
Für die Verarbeitung sehr großer Datenmengen im OLAP-Umfeld wurde aus Wirtschaftlichkeitsgründen mittels Native Storage Extension eine für die Anwendungen transparente Auslagerung von weniger häufig benötigten Daten in externen Massenspeicher hinzugefügt.

## Geschichte
Die Architektur von SAP HANA wurde von SAP 2008 in Zusammenarbeit mit dem Hasso-Plattner-Institut und der Stanford University für die Echtzeit-Analyse großer Datenmengen entwickelt. Das frühere SAP-Vorstandsmitglied Vishal Sikka bezeichnete sie damals in einem Blog als „Hasso's New Architecture“. Bevor sich der Name „HANA“ durchsetzte, wurde die Anwendung in verschiedenen Publikationen auch als „SanssouciDB“ oder „NewDB“ bezeichnet.
SAP HANA wurde erstmals im Frühling 2010 vorgestellt und ab November desselben Jahres eingesetzt.
Ursprünglich nur als Appliance verfügbar, wurde SAP HANA mittlerweile zu einer Plattform für alle SAP-Geschäftsanwendungen, die In-Memory-Technologie unterstützen, weiterentwickelt und kann auch auf kundeneigener Hardware installiert werden.
Als Betriebsmodell werden zwei Varianten bereitgestellt:
Scale-Up: Hier wird die Datenbank auf einem Server installiert. Die maximal mögliche Datenbankgröße skaliert entsprechend der maximal auf einem Server installierbaren Memorymenge.
Scale-Out: Hier kann die Datenbank transparent für die Anwendungen auf mehrere Server verteilt werden, womit die maximal mögliche Datenbankgröße nicht mehr durch das maximal auf einem Server installierbare Memory begrenzt ist. Das Scale-Out Modell wurde für OLAP-Anwendungen mit höchsten Datenvolumina konzipiert zu Lasten eines komplexen Betriebsmodells durch die benötigte Synchronisierung der verteilten Datenbank. Das Scale-Out-Modell wurde durch die Serverentwicklung mit inzwischen auch sehr großer Memoryinstallation auf einem Server verbunden mit Verfahren zum Data-Tiering (s. u.) in der Bedeutung reduziert.
Bedingt durch die hardwarenahe Softwarearchitektur war auf Servern mit Intel-Prozessoren in den ersten Jahren kein Betrieb der Datenbank auf einer Virtualisierungsschicht für die Serverhardware möglich. Dieser Nachteil für die Integration der Datenbank in Rechenzentrumskonzepte wurde bezüglich Servern mit Intel-Prozessoren beginnend in 2012 sukzessive überwunden. Die Ermöglichung der Virtualisierung wird als eine Voraussetzung für die Verlagerung von Anwendungen wie SAP HANA in die Cloud gesehen. Mit Stand 2019 kann die Datenbank beim Betrieb auf Intel-Servern und Verwendung einer Virtualisierungsschicht mit Datenbankgrößen im Scale-Up-Betriebsmodell bis zu 12 TB verwendet werden. Auf IBM Power Servern war die Virtualisierung durch ein anderes Hardwarekonzept von Anfang an gegeben. Es bleibt zum Zeitpunkt 2022 eine Einschränkung im virtualisierten Betrieb bezüglich der maximalen Datenbankgröße gegenüber einer nicht virtualisierten Serverplattform
Am 10. Januar 2013 gab SAP bekannt, dass die Kernanwendungen der SAP Business Suite auf Basis von HANA verfügbar sind.
Seit 2014 bietet SAP die SAP-HANA-Plattform auch in einer Cloud-Umgebung an, auch ein Mischbetrieb (Hybrid) ist möglich.
2015 stellte SAP mit SAP S/4HANA das erste Produkt vor, welches vollständig auf dem vereinfachten Datenmodell von SAP HANA basiert. Bis zum Jahresende wurde das Produkt 5.400 Mal verkauft.
Im Jahr 2016 wurde mit HANA Express eine kostenlose Edition für den Test und die Entwicklung produktiver Anwendungen mit bis zu 32 GByte Speicher veröffentlicht. Die Nutzung mit weiterem Speicher ist gegen Aufpreis möglich. Zudem erschien in jenem Jahr SAP BW/4HANA als Nachfolger des SAP BW sowie die Version 2.0 der Datenbank.
2020 wurde die Native-Storage-Extension (NSE) entwickelt, bei der als optionale Möglichkeit Daten abhängig von der Nutzungshäufigkeit im Memory oder auf externem Massenspeicher gespeichert werden. Diese Option ist transparent für die Anwendungen. Damit wurde bei Nutzung dieser Option das Prinzip der vollständigen Datenhaltung im Memory eingeschränkt zugunsten des Prinzips des Data-Tiering. Mit der Option kann wegen der Verringerung des Memory-Bedarfs die TCO verringert werden.

## Verfahren
Bei SAP HANA werden unterschiedliche Techniken sowohl im Software- als auch im Hardwarebereich kombiniert. Auf der Softwareseite wird ein Hybrid aus der bei In-Memory-Datenbanken üblichen spaltenorientierten Arbeitsweise und der herkömmlichen, in relationalen Datenbanken verbreiteten zeilenorientierten Datenbanktechnologie eingesetzt.
Ein wesentliches Merkmal von SAP HANA ist dessen konsequentes Design als In-Memory-Plattform, d. h., es werden nicht, wie sonst bei Datenbanken üblich, Daten zur Analyse oder Verarbeitung von einer Festplatte in den Arbeitsspeicher kopiert, sondern vollständig dort gehalten. Dies ermöglicht die Durchführung von transaktionalen (OLTP) und analytischen Prozeduren (OLAP) im selben System und die Verarbeitung und Analyse großer Datenmengen (Big Data) nahezu in Echtzeit. Mit diesen Verfahren sollen deutliche Performancevorteile erreicht werden, die mit bisherigen Datenbanktechnologien nicht möglich waren.
Die SAP HANA Enterprise Cloud ermöglicht Unternehmen die Nutzung von Unternehmensanwendungen wie ERP, CRM, BI etc. als sogenannte Managed Services (SaaS), basierend auf SAP HANA als In-Memory-Datenbank-Plattform.
Die SAP HANA Cloud Platform beinhaltet umfangreiche In-Memory-Anwendungs- und Datenbankservices (PaaS). Sie ermöglicht Unternehmen, Erweiterungen für Applikationen selbst zu erstellen oder von Partnern zu verwenden.

## Verwendung
Die für Business-Intelligence- und Business-Analytics-Anwendungen entwickelte Appliance wurde zunächst beim SAP Business Warehouse sowie bei Business Objects Strategic Workforce Planning eingesetzt. Es ist aber nach Herstellerangaben auch möglich, andere Anwendungen mit HANA zu betreiben. Dazu gehören neben weiteren SAP-Produkten alle SQL-basierten Anwendungen. Am 10. Januar 2013 kündigte SAP die Verfügbarkeit der gesamten SAP Business Suite auf HANA an. Ab diesem Zeitpunkt wurde SAP HANA schrittweise zu einer offenen Plattform weiterentwickelt und um Funktionen für Textanalyse, Data-Mining und Geodaten ergänzt.

### Applikationsserver
Neben der Datenbank stellt Hana mit dem SAP HANA XSA (HANA XS Advanced) Service eine Möglichkeit zur Verfügung, native Hana Anwendungen zu programmieren. Ab dem SAP HANA Support Package Stack 11 ist auf XSA die Programmierung mit serverseitigem JavaScript, Java und Python möglich.

## Ähnliche Produkte
Die von Oracle 2011 vorgestellte Exalytics In-Memory Machine verwendet ebenfalls In-Memory-Technologie.
Weiterhin bietet Oracle seit Juli 2014 für die Datenbank-Version 12c eine sogenannte „In-Memory“-Option an.
Ab Version 10.5 sind für die Datenbank Db2 von IBM mit der BLU Acceleration genannten Technologie ebenfalls eine spaltenorientierte Datenverwaltung und In-Memory-Technologie verfügbar.
Im Unterschied zu diesen beiden Produkten, welche jeweils für den In-Memory-Betrieb Daten von der Festplatte in ihren Arbeitsspeicher replizieren, verfügt SAP HANA über eine reine In-Memory-Datenbank.